# Bondariwka (hromada Uszomierz)
Bondariwka (ukr. Бондарівка) – wieś na Ukrainie, w obwodzie żytomierskim, w rejonie korosteńskim, w hromadzie Uszomierz. W 2001 liczyła 497 mieszkańców, spośród których 489 wskazało jako ojczysty język ukraiński, 7 rosyjski, a 1 niemiecki.
Znajduje tu się przystanek kolejowy Bondariwśkyj, położony na linii Korosteń – Zwiahel.